# Silvan Strauss
Silvan Strauss (* 10. November 1990 im Allgäu als Silvan Strauß) ist ein deutscher Jazzmusiker (Schlagzeug, Komposition).

## Wirken
Strauss wurde zunächst im Landes-Jugendjazzorchester Bayern unter der Leitung von Harald Rüschenbaum ausgebildet. Er studierte im Jazzstudiengang der Musikhochschule Hamburg. Während des Studiums gehörte er zum Bujazzo und ist auf dessen Doppelalbum 25 zu hören. 
Seit 2013 ist Strauss Mitglied in der Combo der Bassistin Lisa Wulff, mit der er vier Alben veröffentlicht hat. Auch mit der Monika Roscher Bigband legte er zwei Alben vor. Lars Seniuk holte ihn in sein New German Art Orchestra. Er gehörte weiterhin zur Jazzrausch Bigband, mit der er auch mit Fiva aufgetreten ist. Mit Felix Behrendt und Benny Brown entstand das Album Tiny Piano Tunes (2020).  2025 legte er das das von Neo-Soul und Hip-Hop beeinflusste Album Flukin’ vor. Er ist weiterhin auf Alben von Pecco Billo, Urban Academy, ToyToy, von Phil Siemers, von Sara Lugo und von Maria João zu hören. Auch arbeitete er mit Soulounge, der NDR-Bigband, Slatec, Giovanni Weiss, Peter Materna und im Duo Kur mit Adrian Hanack.

## Preise und Auszeichnungen
Als einem „der spannendsten und vielseitigsten Jazzmusiker Hamburgs“ wurde Strauss 2021 der Hamburger Jazzpreis zuerkannt.